# Děčín
Děčín (Aussprache [ˈɟɛtʃiːn]; deutsch Tetschen, 1942–1945 Tetschen-Bodenbach, 1945 Děčín-Podmokly) ist eine Stadt im Ústecký kraj an der Elbe im Norden Tschechiens und grenzt mit seinem Gemeindegebiet an Sachsen. Děčín besitzt den wichtigsten Eisenbahngrenzübergang zwischen Deutschland und Tschechien, der Teil der transeuropäischen Verkehrsachse Nord-/Ostsee – Dresden – Prag ist. Dieser Grenzübergang war früher unter dem Namen Bodenbach bekannt. Podmokly (Bodenbach) ist heute der größte linkselbische Stadtteil von Děčín.

## Geographie

### Geographische Lage
Die Stadt liegt im Übergangsbereich zwischen Böhmischer Schweiz und Böhmischem Mittelgebirge in einem Talkessel, in den von Osten die Ploučnice (Polzen) und von Westen der Jílovský potok (Eulaubach bzw. Eulauer Bach) in die Elbe münden. Mit einer Höhenlage von 135 m n.m. ist Děčín die am tiefsten gelegene Stadt Tschechiens. Einige der durch Eingemeindungen zur Stadt gekommenen Ortsteile wie z. B. Maxičky (Maxdorf) liegen aber bereits auf den Höhen von Böhmischer Schweiz bzw. Böhmischem Mittelgebirge und damit bedeutend höher.

### Nachbarorte
| Rosenthal-Bielatal                     | Gohrisch, Reinhardtsdorf-Schöna                 | Hřensko (Herrnskretschen)                      |
| Jílové (Eulau), Malšovice (Malschwitz) | Kompassrose, die auf Nachbargemeinden zeigt     | Ludvíkovice (Loosdorf)                         |
| Dobkovice (Topkowitz)                  | Těchlovice (Tichlowitz), Heřmanov (Hermersdorf) | Dobrná (Hochdobern), Malá Veleň (Klein Wöhlen) |

## Stadtgliederung

### Ortsteile und Eingemeindungen
Děčín besteht aus 35 Ortsteilen:
- Děčín I – Děčín (Tetschen)
- Děčín II – Nové Město (Neustadt)
- Děčín III – Staré Město (Altstadt, ehem. Dorf, nicht die Altstadt)
- Děčín IV – Podmokly (Bodenbach)
- Děčín V – Rozbělesy (Rosawitz, 1850 nach Bodenbach eingemeindet)
- Děčín VI – Letná (Herbstwiese, 1850 nach Bodenbach eingemeindet)
- Děčín VII – Chrochvice (Krochwitz, 1849 nach Wilsdorf und 1923 nach Bodenbach eingemeindet)
- Děčín VIII – Dolní Oldřichov (Niederulgersdorf)
- Děčín IX – Bynov (Bünauburg, 1948 eingemeindet)
- Děčín X – Bělá (Biela, 1948 eingemeindet)
- Děčín XI – Horní Žleb (Obergrund)
- Děčín XII – Vilsnice (Wilsdorf)
- Děčín XIII – Loubí (Laube) mit Podskalí (Rasseln)
- Děčín XIV – Dolní Žleb (Niedergrund)
- Děčín XV – Prostřední Žleb (Mittelgrund)
- Děčín XVI – Připeř (Peiperz)
- Děčín XVII – Jalůvčí (Kalmswiese)
- Děčín XVIII – Maxičky (Maxdorf)
- Děčín XIX – Čechy (Tscheche)
- Děčín XX – Nová Ves (Neudorf)
- Děčín XXI – Horní Oldřichov (Oberulgersdorf, 1923 nach Bodenbach eingemeindet)
- Děčín XXII – Václavov (Wenzelsdorf)
- Děčín XXIII – Popovice (Pfaffendorf, 1850 nach Bodenbach eingemeindet)
- Děčín XXIV – Krásný Studenec (Schönborn)
- Děčín XXV – Chmelnice (Hopfengarten)
- Děčín XXVI – Bechlejovice (Bachelsdorf)
- Děčín XXVII – Březiny (Birkigt) mit Libverda (Liebwerd)
- Děčín XXVIII – Folknáře (Falkendorf)
- Děčín XXIX – Hoštice nad Labem (Hostitz)
- Děčín XXX – Velká Veleň (Großwehlen, auch Großwöhlen)
- Děčín XXXI – Křešice (Krischwitz)
- Děčín XXXII – Boletice nad Labem (Politz a. d. Elbe)
- Děčín XXXIII – Nebočady (Neschwitz)
- Děčín XXXIV – Chlum (Kolmen)
- Děčín XXXV – Lesná (Hortau)

Die 70 Grundsiedlungseinheiten sind Bechlejovice, Bělá, Boletice nad Labem, Březiny, Bynov, Čechy, Červený vrch (Rotberg), Děčínská výšina (Kaiseraussicht), Děčín-střed, Dolní Oldřichov, Dolní Žleb, Folknáře, Havraní vrch (Rabenstein), Hlavní nádraží, Horní Oldřichov, Horní Žleb, Hoštice nad Labem, Chlum, Chlumská stráň, Chmelnice, Chmelník (Hopfenberg), Chrochvice, Jakuby (Jakuben), Jalůvčí, Kamenická (Steinbach), Krásný Studenec, Kristin Hrádek (Christianaburg), Křešice, Labská niva, Lesná, Lesní Mlýn (Buschmühle), Letná, Letná-Lovosická, Loubí, Marjanín (Mariannaberg), Maxičky, Nad Boleticemi, Nad Dolním Žlebem, Nad Křešicemi, Nad Slovankou, Nebočady, Nemocnice, Nová Ves, Pastýřská stěna (Schäferwand), Pod Chlumem, Podmokly, Popovice, Prostřední Žleb, Průmyslový obvod Boletice, Průmyslový obvod Křešice, Přípeř, Přípeřské polesí (Peiperzer Waldhäuser), Přístav, Rozbělesy, Staré Město, Telefonka, U cihelny, U koupaliště, U nemocnice, U Ploučnice, U stadiónu, U zimního stadiónu, Václavov, Velká Veleň, Vilsnice, Východní nádraží, Za nádražím, Zámek (Schloss Tetschen), Želenice (Seldnitz) und Žlíbek (Bösegründel).
Zu Děčín gehören außerdem die Ansiedlungen Čertova Voda (Tschirte), Dolní Chlum (Stabigt), Libverda (Liebwerd) und Podskalí (Rasseln).

### Kataster
Das Stadtgebiet umfasst eine Fläche von 11.770 ha und gliedert sich in 22 Katastralbezirke
- Bělá u Děčína: 564 ha
- Boletice nad Labem: 256 ha
- Březiny u Děčína: 434 ha
- Bynov: 1503 ha
- Chlum u Děčína: 344 ha
- Chrochvice: 146 ha
- Děčín: 460 ha
- Děčín-Staré Město: 297 ha
- Dolní Žleb: 1091 ha
- Folknáře: 245 ha
- Horní Oldřichov: 143 ha
- Hoštice nad Labem: 256 ha
- Krásný Studenec: 592 ha
- Křešice u Děčína: 393 ha
- Lesná u Děčína: 346 ha
- Loubí u Děčína: 47 ha
- Maxičky: 1854 ha
- Nebočady: 276 ha
- Podmokly: 688 ha
- Prostřední Žleb: 1103 ha
- Velká Veleň: 397 ha
- Vilsnice: 3345 ha

## Geschichte

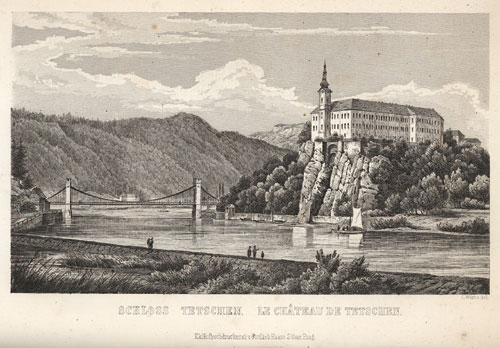
Schloss und Kettenbrücke (1855)

### Mittelalter und frühe Neuzeit

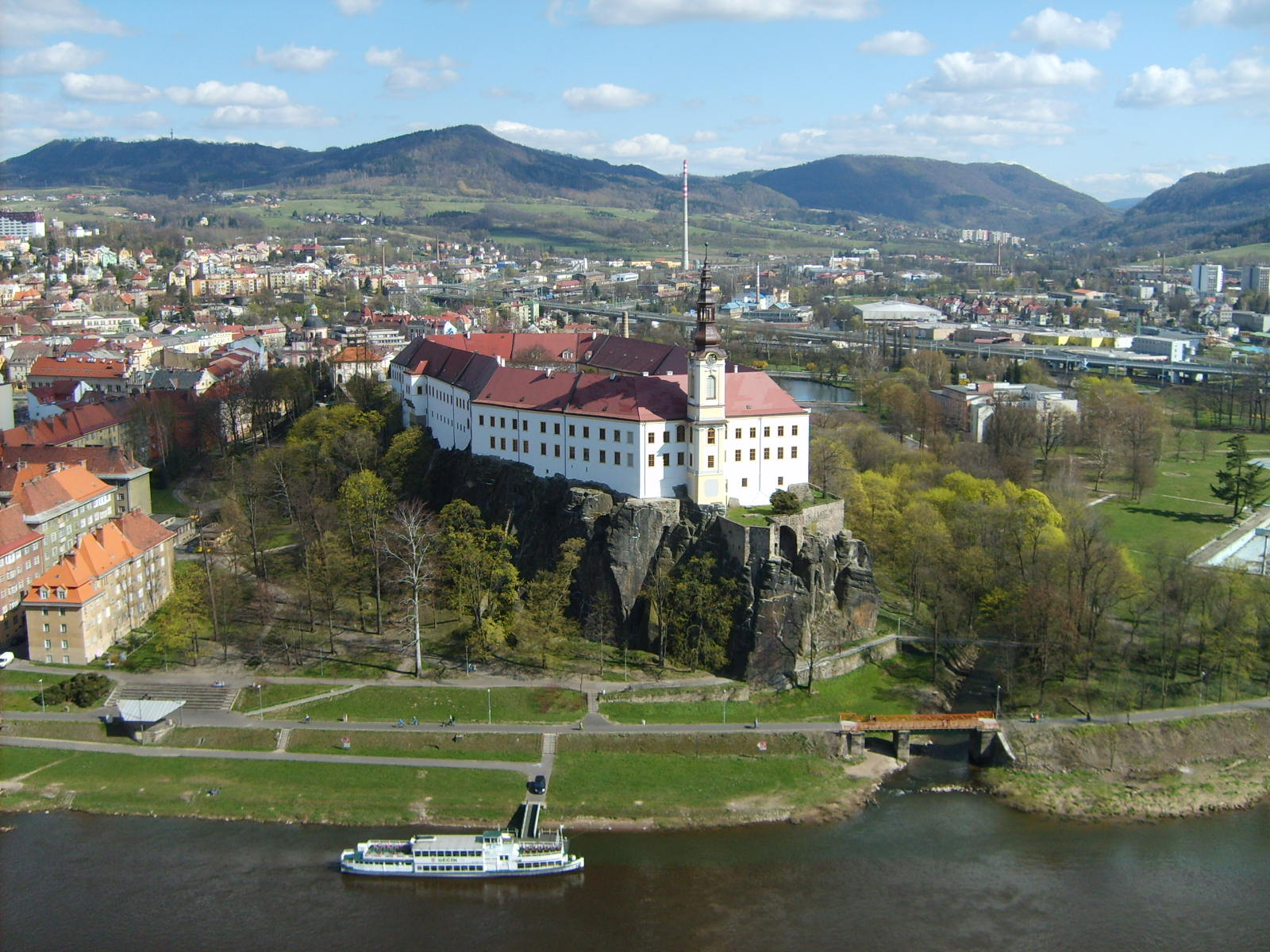
Děčín mit dem Schloss auf dem rechten Ufer der Elbe, von der Schäferwand (Pastýřská stěna) aus gesehen

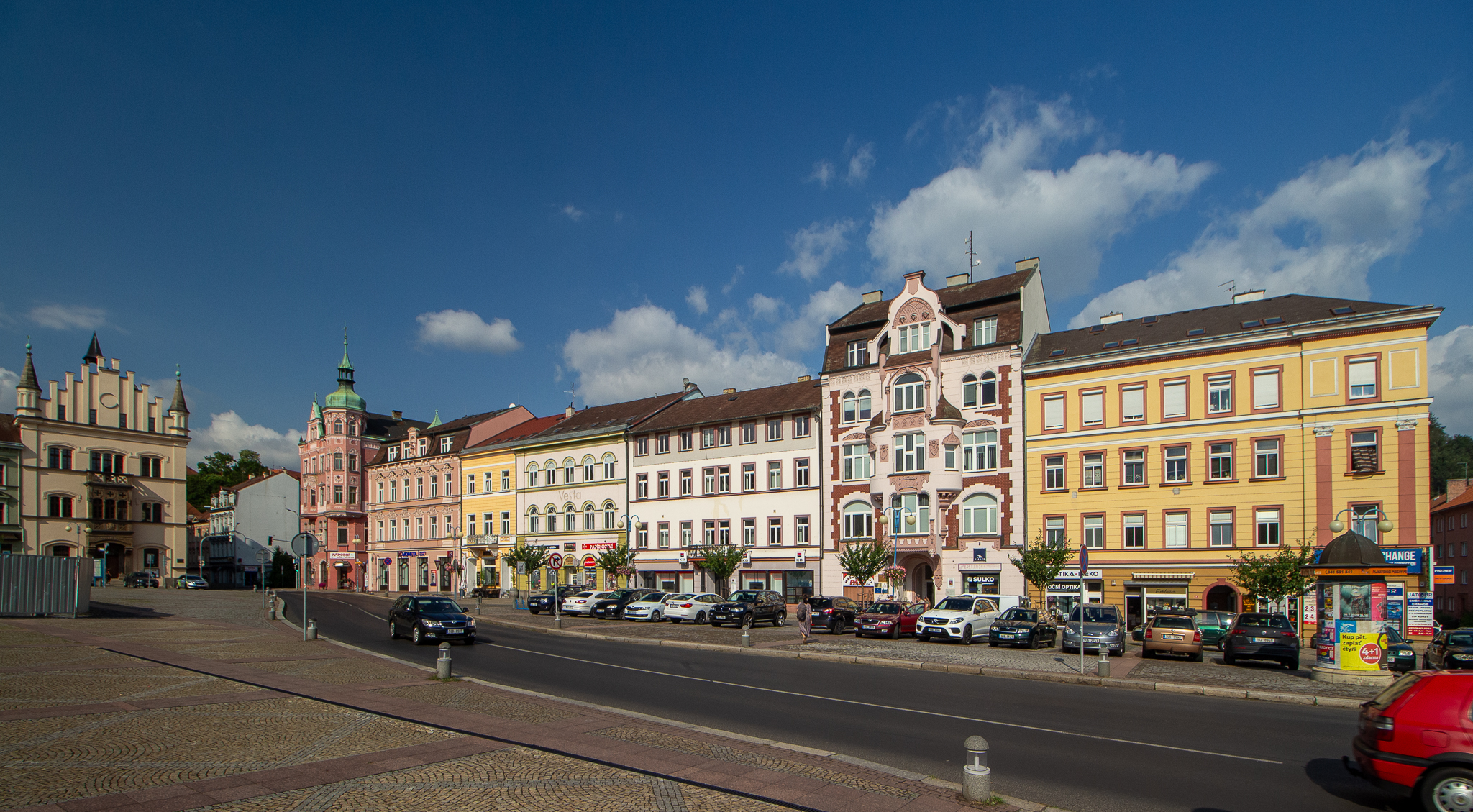
Rathausplatz

Archäologische Funde belegen, dass die Besiedlung des Tetschener Talkessels bis in die jüngere Bronzezeit zurückreicht. Im 10. Jahrhundert legten die Přemysliden am Standort des heutigen Schlosses eine hölzerne Befestigungsanlage an. Diese schützte und kontrollierte eine wichtige Elbfurt, über die ein am Südfuß des Erzgebirges nach der Lausitz führender Handelsweg verlief. Unterhalb der Burg entstand ein Handelsort, der 993 erstmals erwähnt wurde. Der Elbhandel selbst wurde im Jahr 1057, die Burg erstmals im Jahr 1128 erwähnt.
Im 13. Jahrhundert erfolgte der Umbau der hölzernen Befestigungsanlage zu einer steinernen Burg, die zugleich das Verwaltungszentrum der Domäne Děčín wurde. König Ottokar II. legte in der zweiten Hälfte des 13. Jahrhunderts die südlich der Burg auf der Frauenwiese gelegene Stadt Děčín an, wahrscheinlich weil die ältere und tiefer gelegene Siedlung von einem Hochwasser vernichtet wurde. Im 14. Jahrhundert errichteten die Herren von Wartenberg im Norden der Burg eine neue Stadt, die einen Großteil der Einwohner der alten Stadt aufnahm. Von 1347 bis 1350 grassierte hier die Pest, der zahlreiche Menschen zum Opfer fielen. Für das Jahr 1384 belegen Urkunden die Stadtgerechtsame und das Vorhandensein des Zunftwesens (Schusterbrief). Der genaue Zeitpunkt der Stadtrechtsverleihung ist hingegen unbekannt. Wahrscheinlich ist dafür die erste Hälfte des 14. Jahrhunderts anzusetzen.
Am 15. Oktober 1387 wurde das Dorf Deutschkahn durch die damaligen Besitzer Johann von Wartenberg und weiteren seiner Verwandten an die Stadt Tetschen verkauft.
Im Jahr 1534 ging die Grundherrschaft Tetschen mitsamt Stadt und gleichnamigen Schloss in den Besitz derer von Bünau über. Damit begann eine Blütezeit der Stadtentwicklung, da die Bünaus die wirtschaftliche Entwicklung ihres neuen Besitzes forcierten. Sie intensivierten u. a. den Handel mit Holz, für den die Waldungen in der Umgebung Tetschens gute Voraussetzungen boten. Gleichzeitig führten sie die Schafzucht ein und errichteten in Tetschen zwei große Schafställe. In der Umgebung der Stadt ließen sie Obstgärten und Weinberge anlegen. Der gestiegene Elbhandel ließ die Stadt bis zum Dreißigjährigen Krieg aufblühen.
Während des Dreißigjährigen Krieges (1618–1648) befanden sich Burg und Stadt abwechselnd in den Händen von sächsischen, schwedischen und kaiserlichen Truppen. Die Stadt selbst brannte während dieser Zeit mehrmals ab. Im Jahr 1628 musste die streng protestantische Familie von Bünau die Herrschaft Tetschen an Christoph Simon von Thun verkaufen. Tetschen blieb nun bis weit in die Neuzeit unter der Herrschaft der von Thun.

### 19. und 20. Jahrhundert

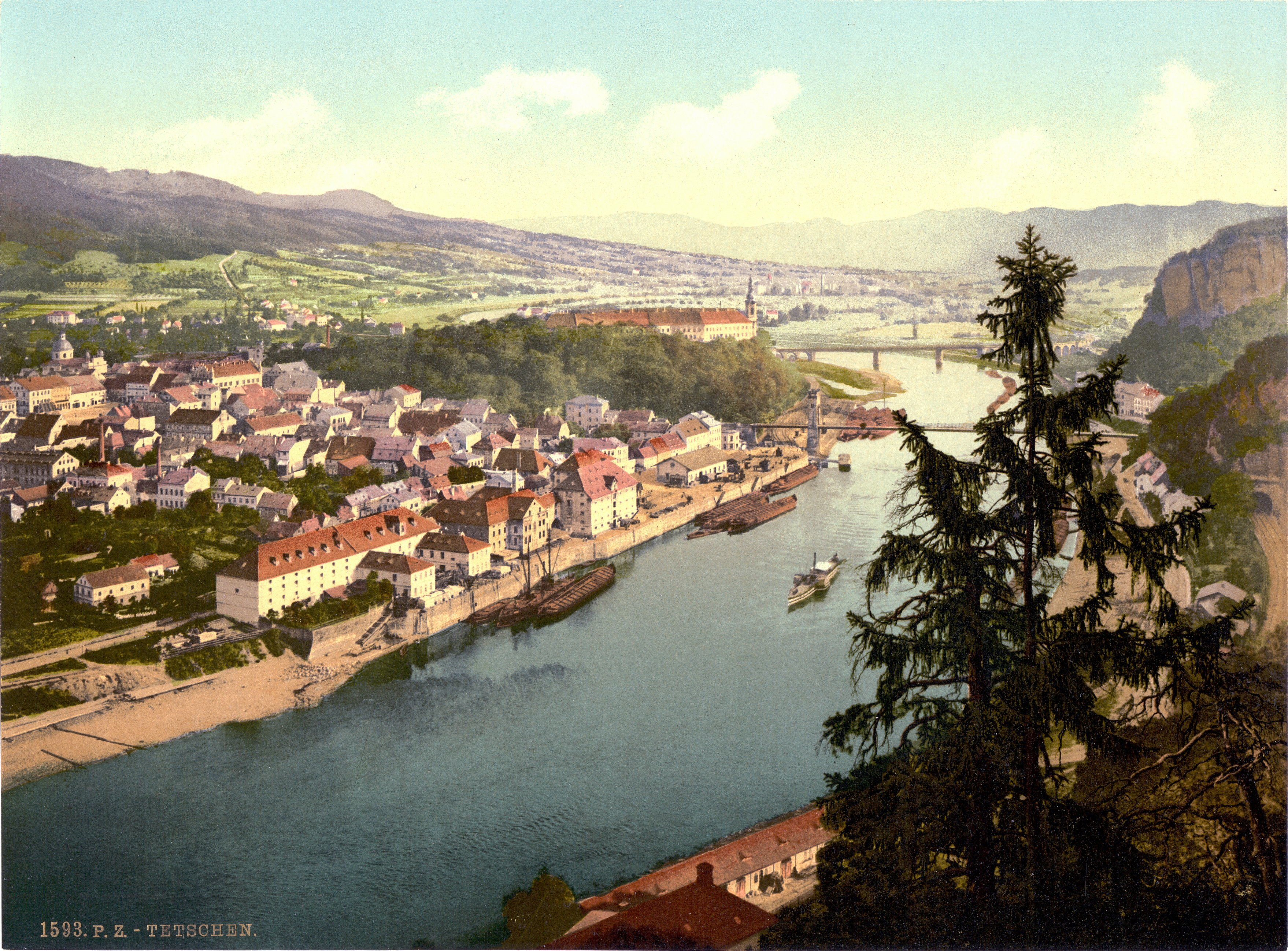
Tetschen um 1900

Auf der linken Elbseite befanden sich bis zur Mitte des 19. Jahrhunderts nur einige kleine unbedeutende Siedlungen, die sich im Jahr 1850 zum Ort Bodenbach zusammenschlossen. Ein Jahr später wurde am 6. April 1851 der letzte von Krippen nach Bodenbach führende Abschnitt der Dresden-Bodenbacher Eisenbahn in Betrieb genommen. Der Eisenbahnbau forcierte die Entwicklung des bis dato wirtschaftlich unbedeutenden linken Elbufers. Innerhalb weniger Jahrzehnte siedelten sich zahlreiche Industriebetriebe an. Bodenbach entwickelte sich zu einem Industrieort mit umfangreicher Jugendstilarchitektur. Bereits 1880 übertraf der Ort das rechtselbische Tetschen sowohl an wirtschaftlicher Bedeutung als auch an Einwohnerzahl. Er bekam deshalb 1901 das Stadtrecht verliehen. Zu Beginn des 20. Jahrhunderts hielt der wirtschaftliche Aufschwung beider Städte weiter an, er schlug sich in umfangreicher Bautätigkeit nieder. Tetschen hatte zwei Kirchen, ein Realgymnasium, eine Handwerkerschule, eine Schifferschule und war ein bedeutender Industriestandort. 1901 wurde das Stadttheater als Varieté erbaut. 1906/07 entstand in Bodenbach eine Synagoge.

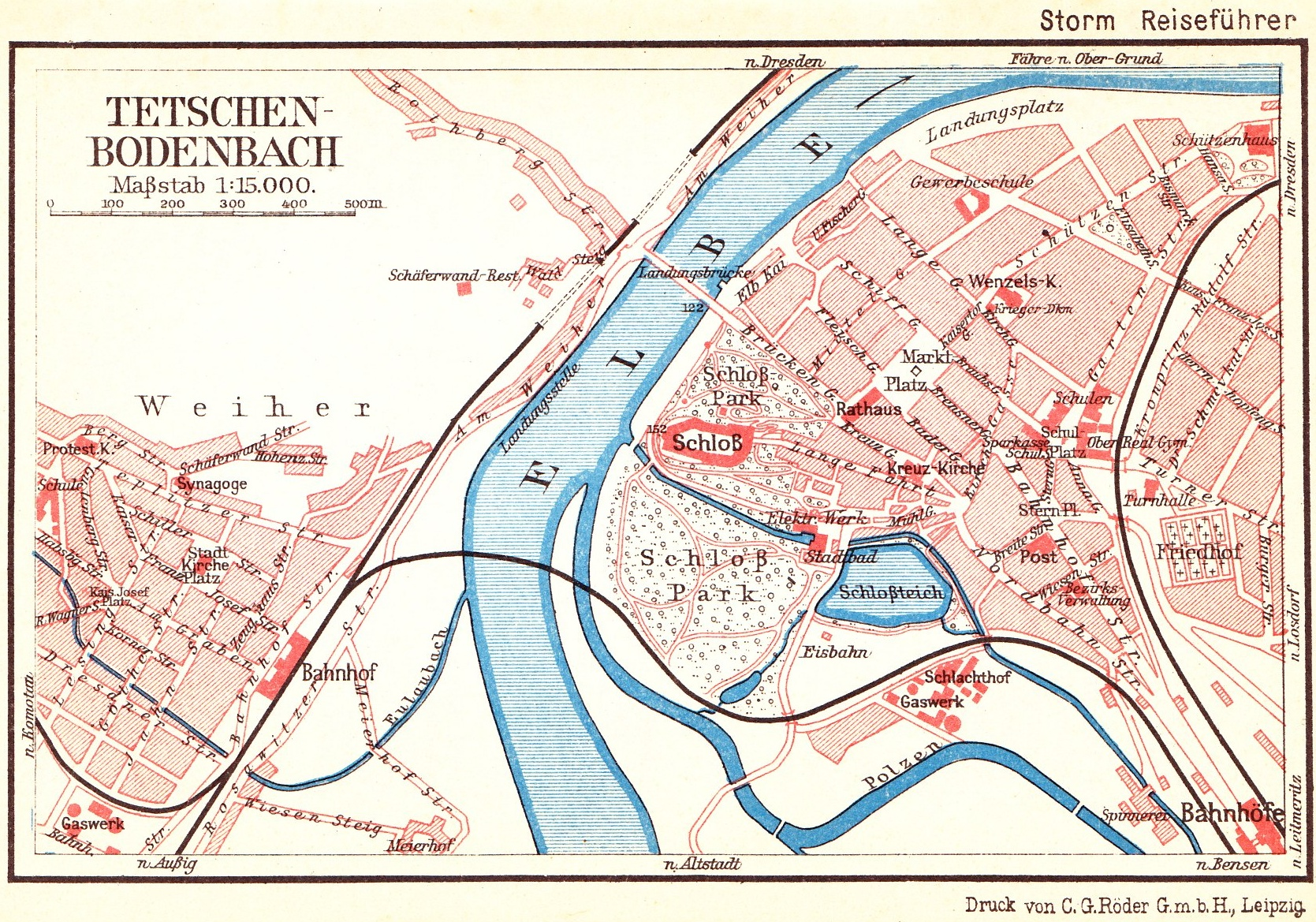
Karte von Tetschen und Bodenbach 1924

Ab 1918 (Ende 1. Weltkrieg) gehörten Tetschen und Bodenbach zur neu gegründeten Tschechoslowakei und besaßen hier als Elbhäfen eine wichtige Funktion für den Außenhandel. Durch das Münchner Abkommen wurden beide Städte im Jahr 1938 zusammen mit dem Sudetenland ohne Beteiligung der tschechoslowakischen Regierung dem Deutschen Reich zugesprochen. Am 1. Oktober 1942 wurden die Städte Bodenbach und Tetschen mit der Gemeinde Altstadt zur neuen Stadt Tetschen-Bodenbach vereinigt. Im Jahr 1945 gehörten beide Städte zum Landkreis Tetschen-Bodenbach im Regierungsbezirk Aussig im Reichsgau Sudetenland. Die Synagoge der Stadt überstand als eine von wenigen in Nordböhmen den Zweiten Weltkrieg.
Nach Ende des Zweiten Weltkriegs übernahm am 8. Mai 1945 ein antifaschistischer Ausschuss von in der Stadt wohnhaften Deutschen und Tschechen das Rathaus, und Albert Allert, deutschböhmischer Antifaschist, wurde Bürgermeister. Nach wenigen Tagen wurde Allert allerdings wegen seiner deutschen Nationalität abgesetzt und durch František Eret ersetzt.
Die deutschsprachige Bevölkerung wurde aus dem Sudetenland und Tetschen vertrieben. Ihr Vermögen wurde durch das Beneš-Dekret 108 konfisziert, das Vermögen der evangelischen Kirche durch das Beneš-Dekret 131 liquidiert und die katholischen Kirchengemeinden in der Tschechoslowakei wurden enteignet.
Im Jahr 1947 wurde der einheitliche Stadtname Děčín eingeführt. In der Nachkriegszeit hielt die bauliche Entwicklung der Stadt an. Vorhandene Anlagen wurden erweitert und weitere Industriebetriebe siedelten sich an. Viele Neubürger aus Mittelböhmen und -mähren, der Slowakei, sogenannte Repatrianten, und Roma wurden angesiedelt. Im Zuge der Stadtentwicklung wurden zahlreiche alte Gebäude abgerissen, darunter auch weite Teile des alten Tetschener Stadtkerns. Ab den 1960er Jahren wurde für die wachsende Bevölkerung zusätzlicher Wohnraum in Neu- und Plattenbauvierteln vorwiegend an den Stadträndern geschaffen.
Im Jahr 2002 nahm in der Stadt die damals größte Geothermieanlage Europas ihren Betrieb auf. Die Anlage kostete knapp 17 Millionen Euro und versorgt einen Großteil der Stadt mit jährlich 78 GWh (Erd-)Wärme. Das Thermalwasser wird aus einer Quelle in 400 m Tiefe gewonnen.
Heute ist Děčín mit über 50.000 Einwohnern die drittgrößte Stadt in der Region Ústí und zugleich ein bedeutendes Wirtschafts- und Verwaltungszentrum sowie ein wichtiger Verkehrsknoten in Nordböhmen.
Seit den 1990er Jahren werden Planungen für eine Elbe-Staustufe Děčín flussabwärts der Stadt vorangetrieben. Gegen das Vorhaben gibt es umweltpolitischen Widerstand, unter anderem aus dem benachbarten Sachsen.

## Bevölkerung
Im Jahr 1749 hatte Tetschen eine Anzahl von 210 Häusern und im Jahr 1787 insgesamt 293 Häuser.
Bevölkerungsentwicklung bis 1945
| Jahr | Einwohner | Anmerkungen                                                                         |
| ---- | --------- | ----------------------------------------------------------------------------------- |
| 1749 | 1007      | zusammen mit dem Ort Laube in 315 Häusern                                           |
| 1830 | 1423      | in 291 Häusern, ohne Bodenbach (190 Einwohner in 34 Häusern)                        |
| 1850 | 2131      | in 291 Häusern                                                                      |
| 1857 | 2783      | am 31. Oktober                                                                      |
| 1869 | 3822      |                                                                                     |
| 1880 | 5612      |                                                                                     |
| 1900 | 9698      | deutsche Einwohner, (Bodenbach 10.782 deutsche Einwohner)                           |
| 1914 | 11.500    |                                                                                     |
| 1930 | 12.855    | davon 9944 Deutsche (77 %), 2.135 Tschechen (17 %) und 734 Ausländer (6 %)          |
| 1939 | 11.962    | davon 1.362 evangelische, 9.702 katholische, 135 sonstige Christen und sieben Juden |
| 1942 | 36.000    | Tetschen-Bodenbach insgesamt                                                        |

Bevölkerungsentwicklung nach Ende des Zweiten Weltkriegs
(Stand: 31. Dezember des jeweiligen Jahres)
| Jahr | Einwohner |
| ---- | --------- |
| 1947 | 30.855    |
| 1950 | 30.819    |
| 1960 | 36.498    |
| 1970 | 45.431    |
| 1980 | 50.540    |

| Jahr | Einwohner |
| ---- | --------- |
| 1990 | 56.043    |
| 2000 | 52.758    |
| 2010 | 51.691    |
| 2020 | 47.951    |
| 2022 | 47.180    |

## Wappen
Tetschen
Im Wappen der ehemals königlichen Stadt Tetschen befindet sich ein zweischwänziger bekrönter Böhmischer Löwe, der eine Barbe hält. Bis 1945 gebrauchte Tetschen die Farbe weiß oder silber auf blauem Hintergrund, seitdem die Farbe silber auf rotem Hintergrund, die ältesten Farben der königlichen Stadt. Die Farbkombination blau und silber wurde vermutlich nach 1628 von der Familie Hohenstein-Thun, den neuen Herrschaftsbesitzern, in Anlehnung an deren Hausfarben eingeführt.
Bodenbach

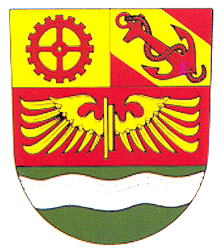
Wappen Bodenbachs (1903–1943)

Nach der Erhebung zur Stadt im Jahr 1901 bekam Bodenbach 1903 ein waagrecht dreigeteiltes Wappen: Im oberen Drittel auf der linken Seite ein rotes Zahnrad auf goldenem Grund (symbolisch für die Industrie im Ort) und auf der rechten Seite ein mit einem Seil umwickelter roter Anker, dargestellt mit einem diagonal von links oben nach rechts unten verlaufendem breiten goldenem Streifen auf rotem Grund (symbolisch für die Schifffahrt auf der Elbe), im mittleren Drittel ein goldenes Flügelrad auf rotem Untergrund (symbolisch für die Eisenbahn) und im unteren Drittel eine silberne Wellenlinie auf grünem Grund (symbolisch für die Elbe). Nach der Vereinigung Bodenbachs mit Tetschen zu Tetschen-Bodenbach 1942 wurde das Bodenbacher Wappen durch einen Beschluss des Stadtrates 1943 aufgegeben. Die Bodenbacher Stadtfarben waren rot und gold.

## Städtepartnerschaften
- Bełchatów (Polen)
- Jonava (Litauen)
- Pirna (Sachsen)
- Přerov (Tschechische Republik)
- Ružomberok (Slowakei)

## Sehenswürdigkeiten  und Kultur

### Bauwerke
- Schloss Děčín mit Schlossgarten: Das Schloss geht auf eine Ende des 10. Jahrhunderts von den Přemysliden erbaute Befestigung (1128 erwähnt) zur Kontrolle der Elbschifffahrt zurück. Im 13. Jahrhundert wurde der hölzerne Bau zu einer steinernen Burg umgebaut und erweitert. Die Bünaus bauten die Anlage im 16. Jahrhundert zu einem Renaissanceschloss um, verkauften dieses aber nach dem Dreißigjährigen Krieg an die Familie von Thun und Hohenstein. Diese nutzte das Schloss bis zu ihrer Umsiedelung nach Jílové (Eulau) 1932 und verkauften es dann an den Staat. Seit 1934 nutzten tschechoslowakische Grenztruppen das Anwesen als Kaserne, während des Zweiten Weltkrieges waren es deutsche Truppen, nach Kriegsende zog erneut die tschechoslowakische Armee und nach dem Prager Frühling die Sowjetarmee hier ein. Durch die militärische Nutzung wurde die Bausubstanz schwer in Mitleidenschaft gezogen. Nach dem Abzug der Truppen (1991) konnten in den letzten Jahren aber bereits umfangreiche Renovierungsmaßnahmen durchgeführt werden. Teile des Schlosses können bereits wieder besichtigt werden.
- Rosengarten (Růžová zahrada): Der 1670 angelegte Garten befindet sich neben dem Schloss, Rosen werden hier allerdings erst seit 1881 gezüchtet. Der Park dient im Sommer als Veranstaltungsort für Konzerte.
- Heilig-Kreuz-Kirche (kostel svatého Kříže): Die Kirche wurde in einer Phase des Schlossumbaus von 1687 bis 91 als barocke Hallenkirche an Stelle einer alten Holzkirche erbaut. Sie stellt eines der bedeutendsten Baudenkmäler Nordböhmens dar und ist mit Fresken von Josef Kramolín und einem marmornen Altar ausgestattet.
- Johanniskapelle (Thunovská kaple sv. Jana Nepomuckého): Die ursprünglich 1732 von den von Thuns erbaute Barockkapelle wurde 1870–1872 nach Plänen von Friedrich von Schmidt erbaut und diente bis 1935 als Familiengrabstätte. Heute beherbergt die Kapelle eine 20-teilige barocke Figurengruppe.
- Kirche St. Wenzel und St. Blasius (kostel sv. Václava a sv. Blažeje): Der Ursprung der Kirche reicht wahrscheinlich bis ins 15. Jahrhundert zurück. Nach der schwedischen Brandschatzung (1642) wurde sie im Barockstil neu gestaltet, brannte aber 1749 komplett ab. Der bis 1778 errichtete Neubau blieb bis 1826 ungenutzt und diente dann bis 1873 einer Schifffahrtsgesellschaft als Magazin. Die Wiedereinweihung als Kirche erfolgte erst 1878.
- Děčíner Synagoge: Die Synagoge wurde von 1906 bis 1907 im Jugendstil kombiniert mit maurischen Bauformen errichtet.
- Polzenbrücke: Über den Fluss Ploučnice (Polzen) führt eine 1564–1567 erbaute spätgotische Steinbrücke, die wegen ihrer barocken Statuengruppe (1714) als kleine Schwester der Prager Karlsbrücke gilt.
- Elbbrücken: Im Verkehrsknotenpunkt Děčín existieren mehrere Elbbrücken. Bereits seit 1855 waren die Städte Tetschen und Bodenbach durch die Kaiserin-Elisabeth-Brücke verbunden, eine der schönsten und größten Brücken in Böhmen. Diese Kettenbrücke brannte 1915 nieder. Auf ihren Pfeilern wurde 1933 die Tyrš-Brücke (Tyršův most), benannt nach Miroslav Tyrš, dem Gründer einer Sokolbewegung, erbaut. 1867 wurde die erste Eisenbahnbrücke als Fachwerkbrücke über die Elbe errichtet.

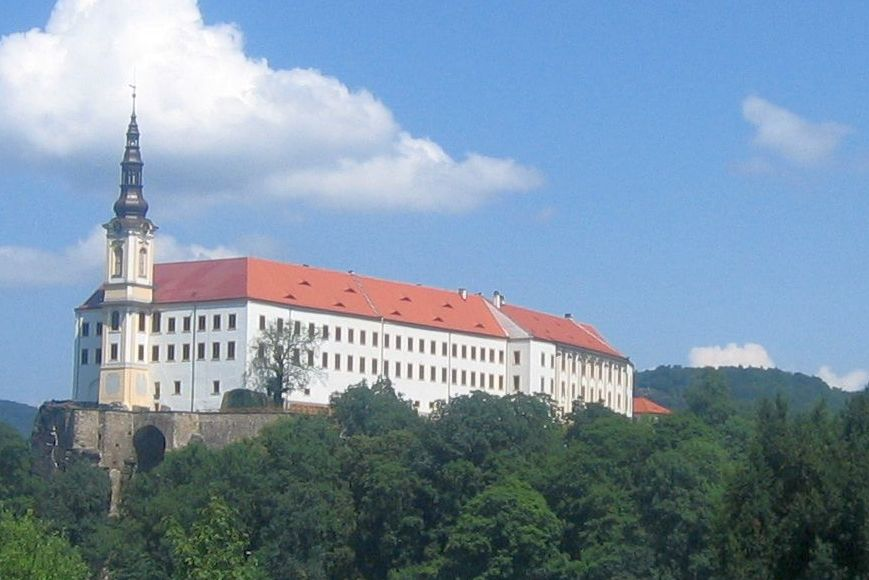
Schloss
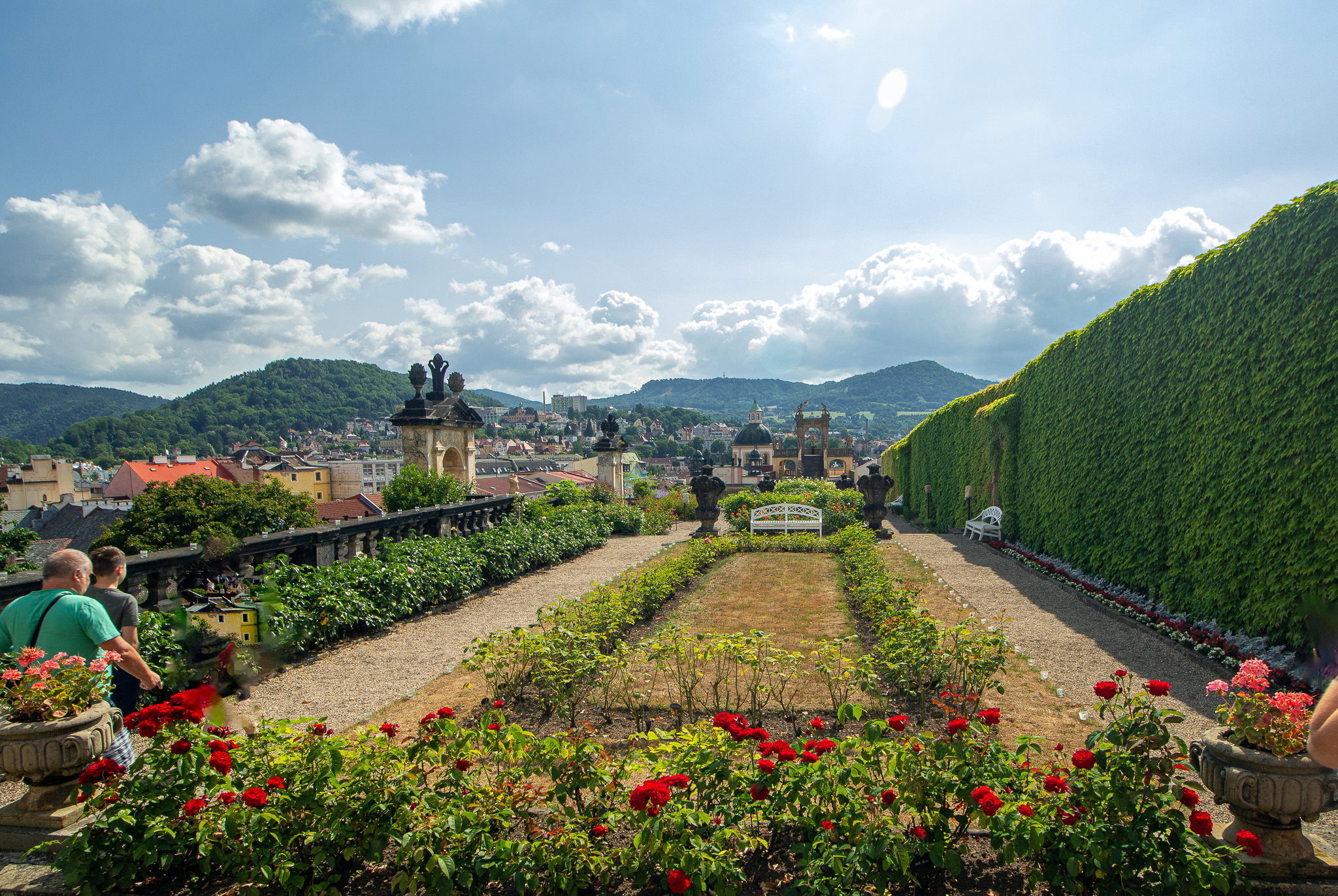
Rosengarten beim Schloss
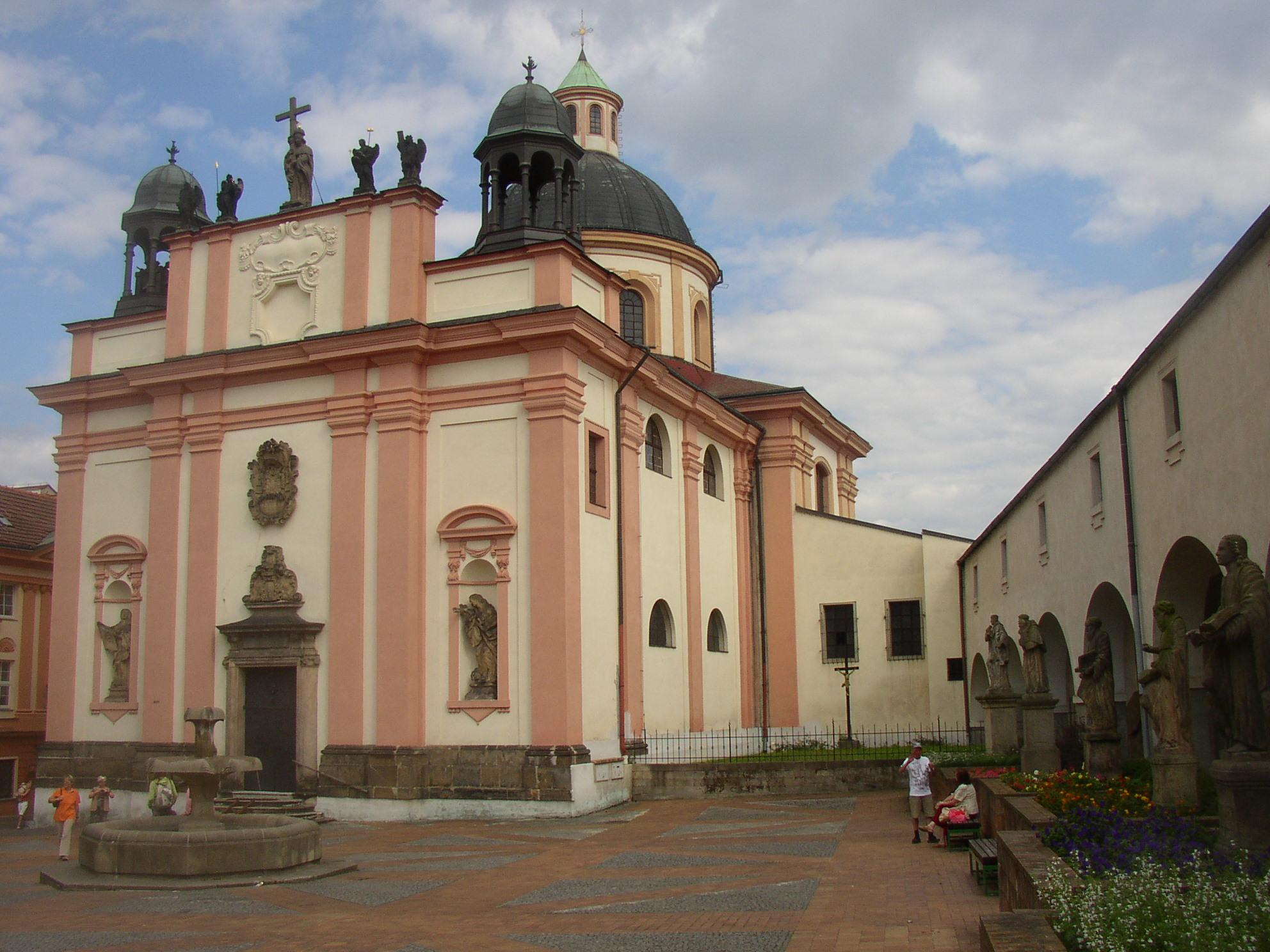
Heilig-Kreuz-Kirche
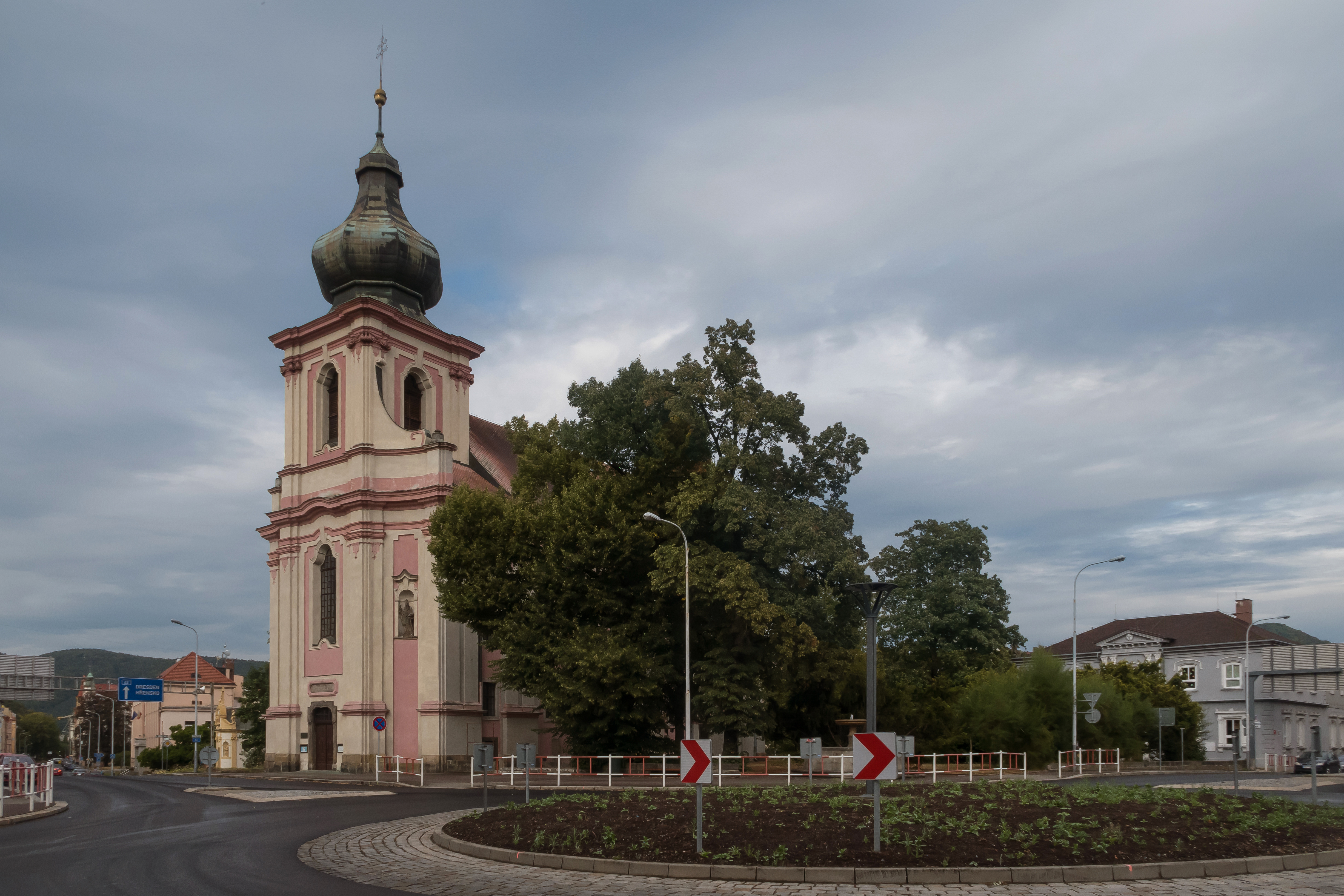
Kirche Sankt Wenzel und Sankt Blasius

### Natur
- Schäferwand: Gegenüber dem Schloss erhebt sich der markante 100 m hohe Sandsteinfelsen über die Elbe. Auf der Schäferwand befinden sich ein Ausflugsrestaurant und der Zoologische Garten (Zoologicka zahrada).
- Hungerstein: Unterhalb der Kettenbrücke wird nur bei Niedrigwasser am linken Ufer der Elbe ein etwa 6 Quadratmeter großer Basaltstein im Fluss sichtbar. Er wird als Hungerstein bezeichnet, weil sein Auftauchen jeweils mit der Einstellung der Schifffahrt auf dem Fluss einherging und sowohl die Schiffer als auch die Bauern wegen der Trockenheit damals große Not litten. Seit 1417 eingemeißelte Niedrigstwasserstände sind auf ihm ablesbar und der Schriftzug: „Wenn Du (+) mich siehst, dann weine“.
- Böhmische Schweiz: Děčín liegt am Rande des Wander- und Ausflugsgebietes der Böhmischen Schweiz.
- Landschaftsschutzgebiet Elbsandstein

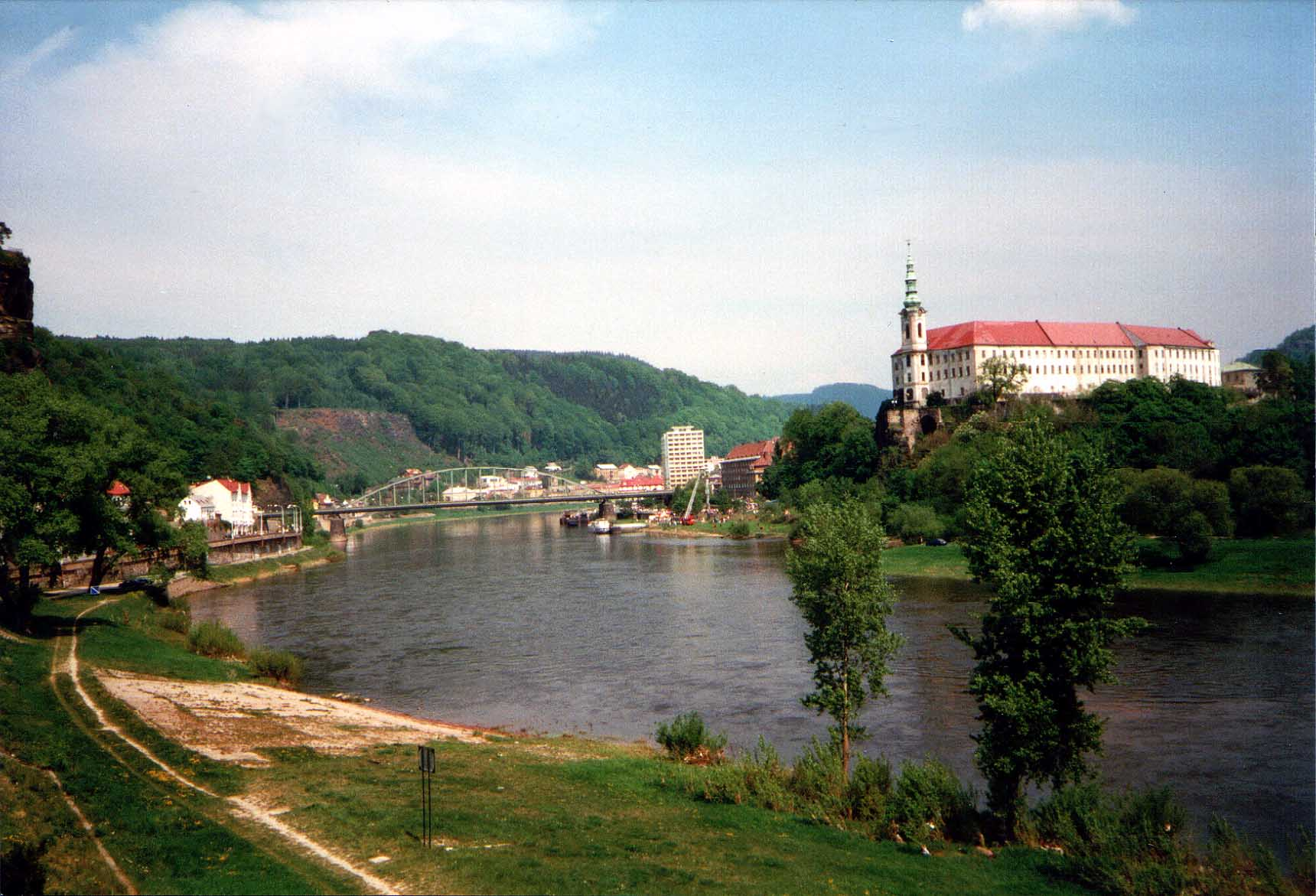
Blick von der Eisenbahnbrücke auf Schäferwand und Schloss
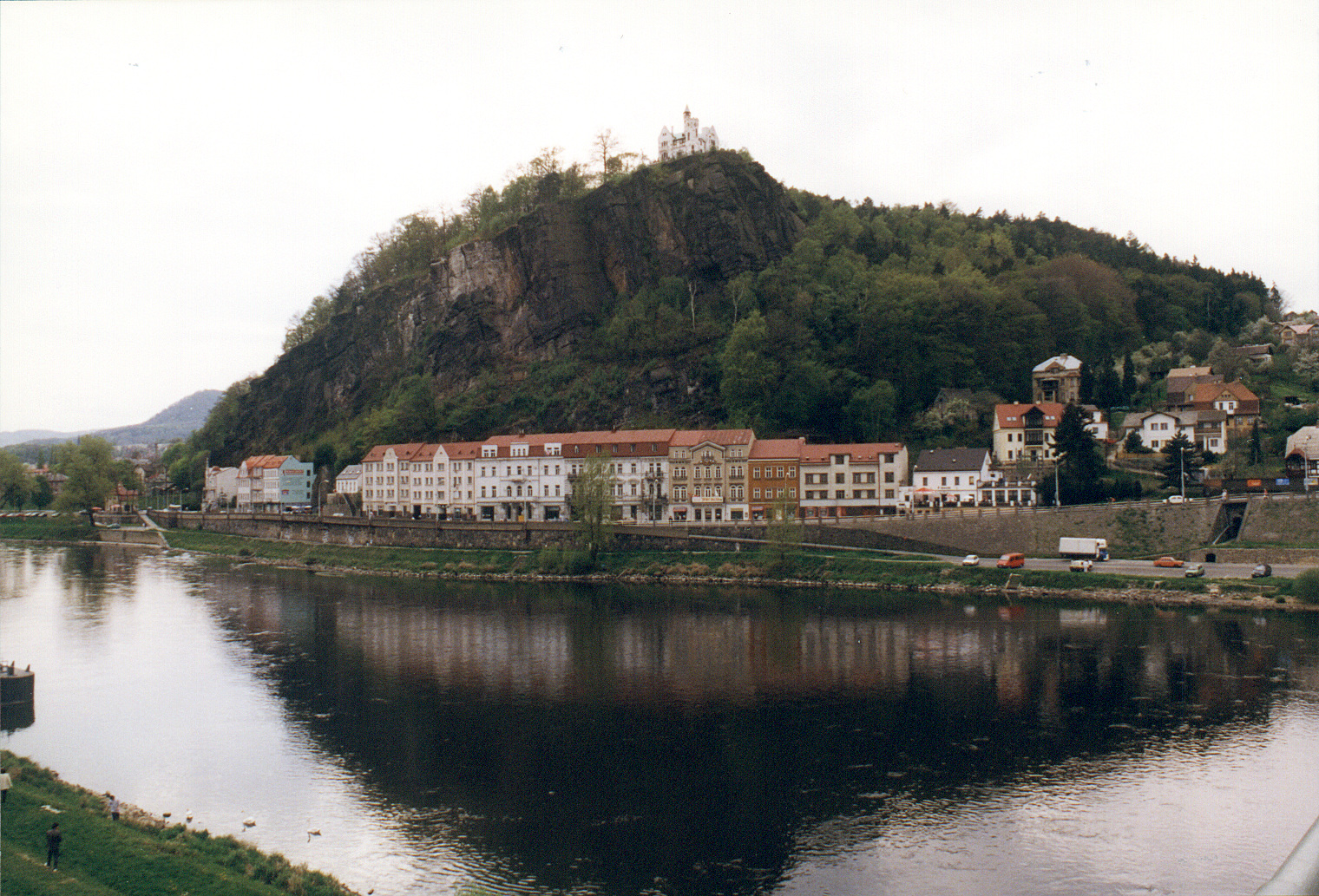
Blick zur Schäferwand – am linken Ufer der Elbe
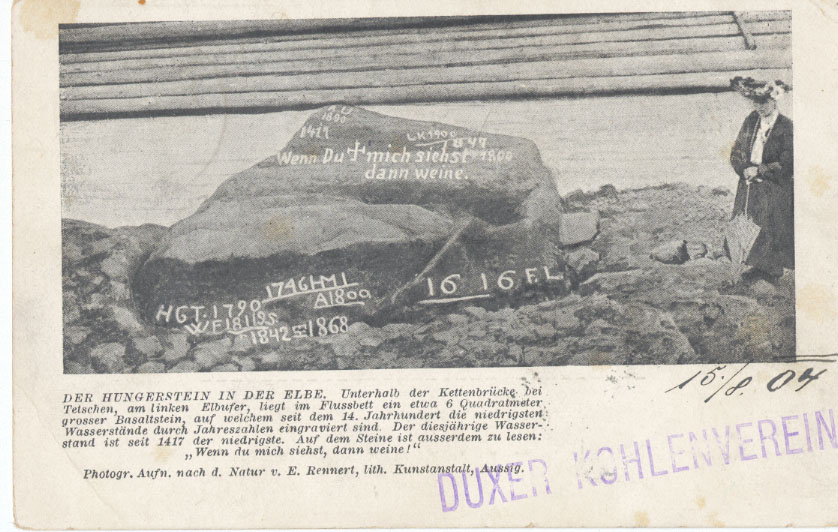
Hungerstein in der Elbe bei Niedrigwasser, Ansichtskarte, gelaufen 1904

### Museum
- Regionalmuseum

## Wirtschaft
Der größte Arbeitgeber in Děčín ist ČEZ Distribuce, ein Teil der ČEZ Group die in der Stromverteilung tätig ist. Die größten Industrieunternehmen sind Constellium Extrusions Děčín, ein Stangpresswerk für Aluminiumprodukte und Chart Ferox, ein Hersteller von Gasspeichersystemen.
Der Tourismus ist ein wichtiger Wirtschaftsfaktor. Die Stadt profitiert von ihrer Lage in Landschaftsschutzgebieten und der Nähe des Nationalparks Böhmische Schweiz.

### Verkehr

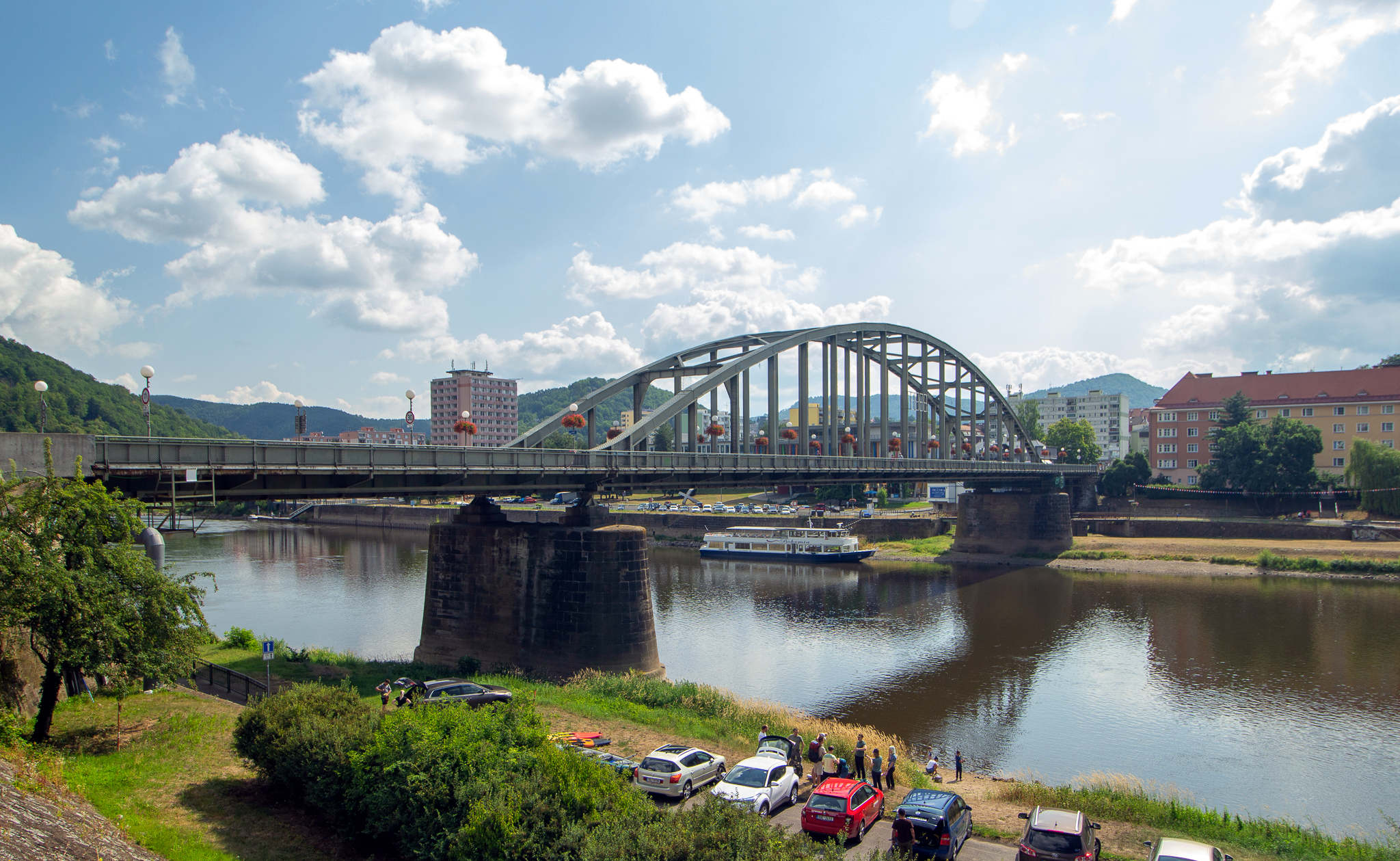
Tyrš-Brücke

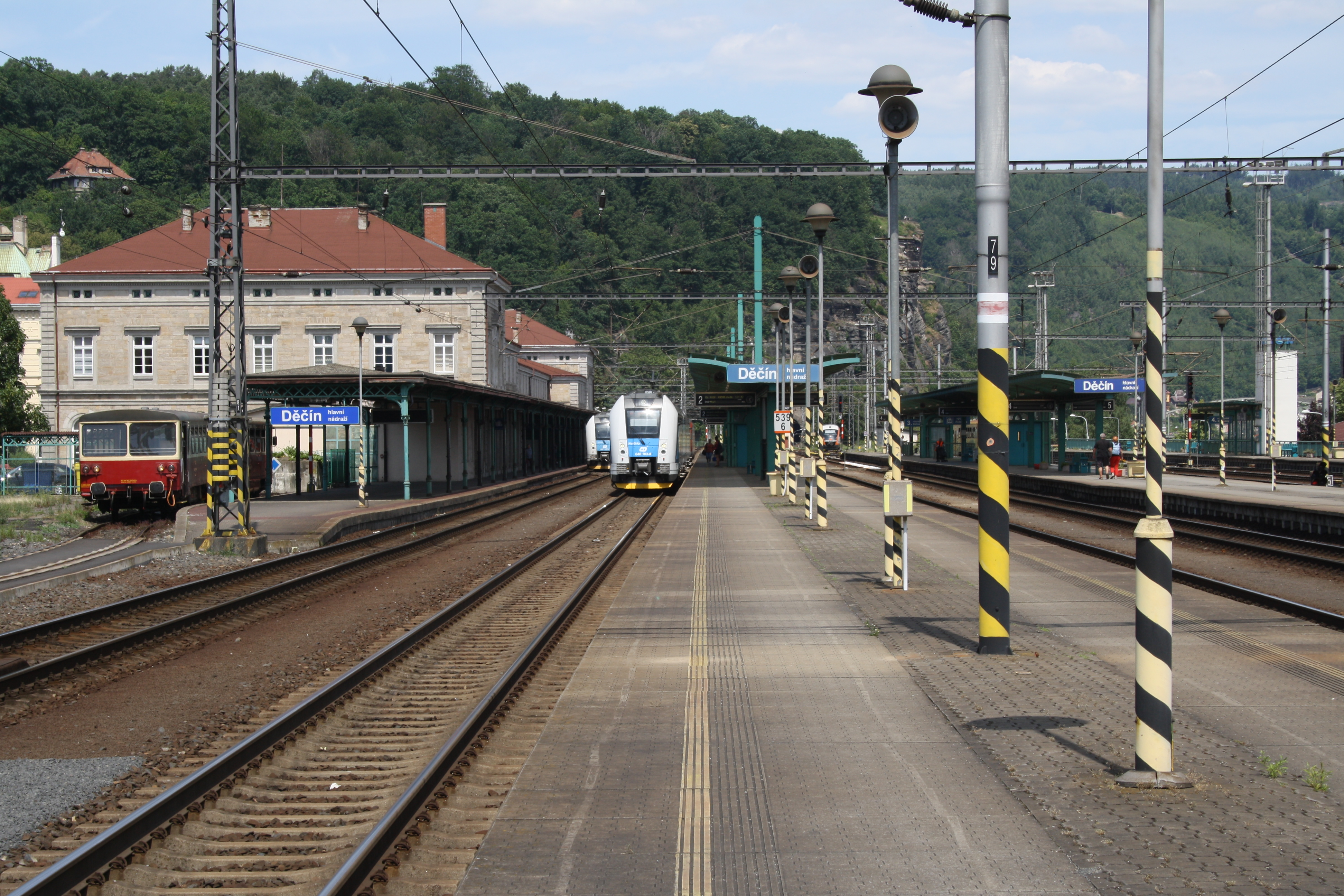
Bahnhof

Durch die Lage an der schiffbaren Elbe mit den nördlichsten Binnenhäfen Tschechiens (Rozbělesy, Louby) und an einem der wichtigsten Eisenbahngrenzübergänge der Republik hat die Stadt traditionell eine wichtige Verkehrsbedeutung, auch wenn der Binnenschiffsverkehr seit der Transformation der 1990er Jahre nachgelassen hat.
Die Stadt verfügt über zwei Straßenbrücken über die Elbe, die historische Tyrš-Brücke (Tyršův most) (erbaut 1933) sowie die vierspurige Straßenbrücke (Nový most) im Verlauf der I/13 (erbaut 1979–1984, erneuert 2003–2005), und zwei Eisenbahnbrücken.
Hochrangige Bahnverbindungen bestehen mit der linkselbischen Bahnstrecke Praha–Děčín (seit 1851) sowie der rechtselbischen Bahnstrecke Kolín–Děčín (seit 1874, v. a. Güterverkehr) und der nördlich anschließenden Bahnstrecke Děčín–Dresden-Neustadt seit 1851 in Nord-Süd-Richtung, die heute Teil des Transeuropäischen Verkehrsnetzes sind. In West-Ost-Richtung knüpfen am linkselbisch liegenden Hauptbahnhof (ehemals Bhf. Bodenbach) die Nebenbahnen Děčín–Chomutov sowie Děčín–Jedlová seit 1869 der ehem. Böhmischen Nordbahn an. Der Ort verfügt auf beiden Seiten der Elbe über einen Rangierbahnhof.
Die Stadt ist durch die Fernstraßen I/13 (Teplice – Nový Bor) mit Anschluss an die Autobahn D8 (Dresden – Praha) und die im Elbtal führende I/62 (Staatsgrenze bei Schmilka – Ústí nad Labem), beide Teile der Europastraße 442, angebunden. 1938 wurde die rechtselbische Elbuferstraße nach Bad Schandau (jetzt I/62) gebaut. Bis dahin führte der Straßenverkehr über den Stadtteil Kalmswiese und Schneeberg im linkselbischen Hinterland. Die frühere Hauptstraße ist noch heute als asphaltierter Waldweg erhalten.

### Sport
- Aquapark